# ذعفة (إب)

تعديل مصدري - تعديل

ذعفة هي إحدى قرى عزلة الموية بمديرية إب التابعة لمحافظة إب، بلغ تعداد سكانها 889 نسمة حسب تعداد اليمن لعام 2004.